# Lycaena luctuosa
Lycaena luctuosa är en fjärilsart som beskrevs av Watson och Comstock 1920. Lycaena luctuosa ingår i släktet Lycaena och familjen juvelvingar. Inga underarter finns listade i Catalogue of Life.